# Glencoe (Oklahoma)
Glencoe – miasto w Stanach Zjednoczonych, w stanie Oklahoma, w hrabstwie Payne.